# Mirovice
Mirovice é uma cidade checa localizada na região da Boêmia do Sul, distrito de Písek.